# 小林麻利子
小林 麻利子（こばやし まりこ、1985年4月18日- ）は、日本の眠りとお風呂の専門家、公認心理師、睡眠改善インストラクタ―、専門家タレントである。株式会社エキスパートナー所属。Sleep Live株式会社の代表取締役。

## 人物・略歴
京都府京都市出身。同志社大学経済学部卒業。大学卒業後、メーカーに総合職の営業職で就職。2012年に生活習慣改善サロン 「Flura」を開業。同時にテレビ、ラジオ、雑誌等でも活動も行う。
睡眠改善インストラクター、ヨガインストラクター、温泉入浴指導員、アロマテラピーインストラクター、上級心理カウンセラー等の資格を所有している。

## メディア出演

### テレビ
NHK「あさいち」
テレビ東京「なないろ日和」
フジテレビ特番「決断ひとり」
日本テレビ「午前０時の森」
テレビ東京「よじごじDAYS」
テレビ東京連続ドラマ「ふろがーる！」お風呂監修
毎日放送「林先生が驚く初耳学！」
テレビ朝日「タモリ倶楽部」
日本テレビ「スクール革命!」
テレビ東京「なないろ日和！」
石橋孝明のたいむとんねる
テレビ宮崎　ゆうどき
TOKYO MX「5時に夢中!」
その他多数

### ラジオ
- ラジオ日本「I love beauty」[4]
- JFN　「simple stye –オヒルノオト‐ 」[5]

- TOKYO FM「高橋みなみのこれから、何する？」[6]

- Ustream「こだわりのセンス」

他多数

### 雑誌[7]
- LDK
- HANAKO
- モノマガジン
- VOCE
- BAILA
- FRaU
- ビーズアップ
- ViVi
- CanCam
- ECCジュニア「smile」
- PEACH JOHN Beauty
- 美的
- GISELe
- anan
- SODA
- AneCan
- 美人百花
- GINGER
- ar

## 著書
- 寝かしつけ0秒、夜泣きもなくなる赤ちゃんとママの熟睡スイッチ（G.B.、2019年11月）

- ぐっすり眠れる、美人になる、読むお風呂の魔法（主婦の友社、2018年）

- あきらめていた「体質」が極上の体に変わる（ダイヤモンド社、2018年6月）

- 美人をつくる熟睡スイッチ （G.B.、2016年11月）